# Романенко Андрій Вікторович
Андрі́й Ві́кторович Романенко (15 березня 1971, Ульяновськ) — український оперний співак (тенор), соліст Національної опери України, народний артист України (2013).

## Життєпис
Народився в м. Ульяновську. Закінчив Ульяновське музичне училище по класу баяна у 1990 році. Того ж року вступив до Київської консерваторії. Навчався в народного артиста України, професора Володимира Тимохіна, який переконав його співати не басом, а тенором. Закінчив консерваторію в 1995 році.
З 1990 по 1994 рік був солістом Державної академічної хорової капели України «Думка». У 1994 році, за рік до закінчення консерваторії, став солістом Національної опери України.

## Творча діяльність
На сцені київської опери виконав чимало різноманітних партій.
Крім виступів на оперних сценах України (Донецьк, Львів), також виконував партії в Санкт-Петербурзькому оперному театрі ім. М. Мусоргського («Травіата»), Лондонському «Royal Festival Holl» («Аїда», «Богема»), оперних театрах Глазго та Манчестера («Богема», «Тоска»), у Мадридському театрі «Кальдерон» («Аїда») та інших.
Учасник престижних оперних фестивалів у Едінбурзі (Шотландія), на Тайвані та інших. Виступав з сольними концертами в багатьох містах України та в інших країнах, зокрема в Росії, Канаді, Голландії, Кіпрі.
Разом з народними артистами Олександром Гурцем та Олександром Дяченком виступає на концертах в Україні та за кордоном у складі тріо тенорів.
Є його фондові записи на Національному радіо України, CD із записом Реквієму Дж. Верді (Франція, 1996 р.).

## Відзнаки та нагороди
Лауреат престижних конкурсів:
- Міжнародного конкурсу вокалістів ім. Д. Андгуладзе (Грузія, Батумі, 1996 р., ІІ премія),
- Міжнародного конкурсу вокалістів ім. С. Монюшка (Польща, Варшава, 1998 р., ІІІ премія),
- Міжнародного конкурсу ім. С. Крушельницької (Україна, Львів, 2003 р., ІІ премія)[2].

Заслужений артист України (2009). Народний артист України (2013)